# Barbara Wirth
Barbara Wirth (Monaco di Baviera, 16 settembre 1989) è un'ex sciatrice alpina tedesca.

## Biografia
Specialista delle prove tecniche nata a Monaco di Baviera, Barbara Wirth ha esordito in gare FIS con il 23º posto ottenuto nello slalom gigante disputato a Sarentino il 16 dicembre 2004; ha partecipato per la prima volta a una gara di Coppa Europa il 3 dicembre 2006 a Ål, non riuscendo peraltro a concludere la seconda manche dello slalom gigante in programma. L'8 gennaio 2009 a Melchsee-Frutt ha conquistato il suo primo podio di Coppa Europa giungendo 3ª in slalom speciale. Pochi giorni dopo, il 25 gennaio, ha debuttato anche in Coppa del Mondo, a Cortina d'Ampezzo nella gara di slalom gigante che ha concluso senza qualificarsi per la seconda manche.
Il 17 marzo 2012 ha colto a Pila in slalom gigante il suo ultimo podio in Coppa Europa (2ª) e il 5 gennaio 2014 a Bormio in slalom speciale il suo miglior piazzamento di carriera in Coppa del Mondo (9ª). Ai XXII Giochi olimpici invernali di Soči 2014, sua unica presenza olimpica, è stata 25ª nello slalom gigante e 14ª nello slalom speciale. Si è ritirata al termine della stagione 2015-2016; la sua ultima gara in Coppa del Mondo è stato lo slalom speciale disputato a Jasná il 6 marzo, senza concludere la prova, mentre l'ultima gara della carriera della Wirth è stato uno slalom gigante giovanile svoltosi il 15 marzo sul monte Jenner.

## Palmarès

### Coppa del Mondo
- Miglior piazzamento in classifica generale: 51ª nel 2014

### Coppa Europa
- Miglior piazzamento in classifica generale: 6ª nel 2011
- 8 podi:
  - 2 secondi posti
  - 6 terzi posti

### Campionati tedeschi
- 4 medaglie[2]:
  - 2 ori (slalom speciale nel 2013; slalom speciale nel 2014)
  - 1 argento (slalom gigante nel 2014)
  - 1 bronzo (slalom gigante nel 2010)

### Campionati tedeschi juniores
- 1 oro (slalom gigante nel 2009)[3]